# Список настоятелей аббатства Айона

Настоятель аббатства Айона на одноименном острове был не только главой местного монашеского сообщества, но также главенствовал над рядом монастырей в Ирландии и Шотландии, таких как Дарроу, Келлское аббатство и, в течение некоторого времени, — Линдисфарн. Его посещали короли и епископы пиктов, франков и англосаксов. Настоятели Айоны имели статус преемников св. Колумбы (Comarba of Colum Cille).

## Список первых настоятелей
- Колумба, 547—597
- Байтене (Baithéne), 597—600
- Ласрен (Lasrén), 600—605
- Фергна (Fergnae), 605—623
- Сегене, 623—652
- Суибне I (Suibne I), 652—657
- Куммене (Cumméne), 657—669
- Файльбе (Failbe), 669—679
- Адамнан, 679—704

## Настоятели, начиная с VIII века
После св. Адомнана на Ионе произошёл раскол, связанный с нежеланием братии переходить с кельтской на римскую Пасхалию. Этот раскол не был преодолён до настоятельства Федлимида.
- Конамайл (Conamail), 704—707 (d. 710)
- Дунхад I (Dúnchad I), 707—717,(d. 717).
- Дорббене (Dorbbéne of Iona), 713
- Фаэлху (Fáelchú of Iona), 716—724
- Федлимид (Fedlimid of Iona), 722-?
- Киллене I (Cilléne I of Iona), 724—726
- Киллене II (Cilléne II of Iona) 726—752
- Слебине (Slébine of Iona), 752—767
- Суибне II (Suibne II of Iona), 767—772.
- Брессал (Bressal of Iona), 772—801
- Коннахтах (Connachtach of Iona), 801—802
- Келлах I (Cellach I of Iona), 802—814, (d. 815)
- Диармайт (Diarmait), 814—832
- Индрехтах (Indrechtach of Iona), 832—854
- Келлах II (Cellach II of Iona) (настоятель монастыря Килдэр (Kildare Abbey) с 852), 854—865
- Ферадах (Feradach of Iona), 865—880
- Фланн (Flann of Iona), 880—891
- Маэль Бригте мак Торнан (Máel Brigte mac Tornáin) (настоятель монастыря в Арма с 883), 927
- Каэнхормак (Cáenchormac), 947
- Дуб Дуин уа Стефан (Dub Dúin ua Stepháin) (?), 959
- Дуб Скойле мак Кинеда (Dub Scoile mac Cináeda) (?), 964
- Мугрон (Mugrón), d. 980/1
- Маэль Киарэн уа Магне (Máel Ciaráin ua Maigne), 986
- Дуб да Лейте мак Келлаг (Dub dá Leithe mac Cellaig) (?; настоятель монастыря в Арма с 965), 998
- Маэль Бригте мак Римеда (Máel Brigte mac Rímeda), 1005
- Фландабра (Flandabra), 1025
- Гилла Крист уа Маэль Дорад (Gilla Críst Ua Máel Doraid) (?), 1062
- Мак Мейк Байтене (Mac Meic Báethéne), 1070
- Доннхад мак мейк Маэнайг (Donnchad mac meic Máenaig), 1099